# Westheim (Pfalz)
Westheim település Németországban, Rajna-vidék-Pfalz tartományban. Lakosainak száma 1742 fő (2023. december 31.). Westheim Weingarten, Lustadt, Lingenfeld és Schwegenheim községekkel határos.

## Népesség
A település népességének változása:
| Lakosok száma | 1200 | 1726 | 1806 | 1765 | 1740 | 1742 |
|               | 1975 | 2017 | 2019 | 2021 | 2022 | 2023 |